# Vasile Șoimaru
Vasile Șoimaru (n. 30 aprilie 1949, Cornova, raionul Ungheni) este un politician, economist, conferențiar universitar, publicist și fotograf moldovean, fost deputat în parlamentul Republicii Moldova în legislaturile 1990-1994, 1998-2001 și 2021-2025. Este unul din cei 278 de semnatari ai Declarației de Independență a Republicii Moldova.

## Biografie
S-a născut la 30 aprilie 1949, în satul Cornova, fostul ținut al Orheiului, Regatul României (astăzi în raionul Ungheni, Republica Moldova), în familia lui Alexei și Nina Șoimaru (născută Roșca).
Este licențiat al Facultății de Economie a Institutului Politehnic (ulterior – Universitatea Tehnică) din Chișinău (1971). Are studii de doctorat (1973-1977) la Institutul de Finanțe și Economie din Leningrad (Sankt Petersburg), susținând, în 1978, teza de doctor în economie “Prognozarea productivității muncii în industria RSSM”. În anii 1971-1973 a fost asistent la Catedra de economia muncii de la Politehnica din Chișinău. Între 1977 și 1990 a lucrat la Facultatea de Economie a Universității de Stat din Moldova: lector, lector superior, conferențiar universitar (din 1982), prodecan. În 1991-1994 a fost vicerector al nou-fondatei Academii de Studii Economice a Moldovei (ASEM).

## Distincții și decorații
- Medalia „Meritul Civic” (1996)[2] – retras în 2022 la solicitarea sa[3]
- Ordinul de Onoare (2011)[4] – retras în 2022 la solicitarea sa[3]
- Ordinul Republicii (2012)[5] – retras în 2013[6]